# 香住春吾
香住 春吾（かすみ しゅんご、1909年8月26日 - 1993年6月16日） は、日本の小説家・推理作家・脚本家・放送作家である。別名義で香住 春作（かすみ しゅんさく）。本名は浦辻 良三郎（うらつじ りょうざぶろう）。

## 来歴
1909年、京都市に生まれる。
1937年、雑誌「週刊朝日」懸賞実話に香住春作名義で応募した作品「白粉とポマード」が、入選、掲載された。
太平洋戦争後、矢作京一に誘われ神戸探偵小説クラブに参加。同クラブは、関西探偵小説新人会、関西探偵作家クラブ（KTSC）へと発展し、香住は、同会の書記長となる。1948年、「香住春作」名義で書いたユーモアコント「見合令嬢」が雑誌「新青年」に掲載され作家として本格的にデビューする。同年、探偵小説「「二十の扉」は何故悲しいか」が雑誌「新探偵小説」に掲載される。同作は、香住春吾の多くの作品に登場するキャラクター「片目珍作」が初めて登場した作品でもある。この年は、雑誌「小説」で「片目君の災難」、「カシユガル王のダイヤ」、「島へ渡つた男」が掲載される。他に雑誌「真珠」、「ミス・ニッポン」、「読物市場」でも作品が掲載された。
1949年、香住春作名義で「カロリン海盆」を雑誌「宝石」の第三回懸賞に応募し、選外佳作として雑誌「別冊宝石」に掲載される。また、「片目珍作君」が「夕刊岡山」の第2回探偵小説懸賞に入選する。
1950年、雑誌「新青年」に掲載された木々高太郎主宰の文学派座談会「抜き打ち座談会」に触発され、本格探偵小説擁護のために同人誌「鬼」を結成し、創刊号からエッセイを寄稿した。
1951年、NHKラジオ「犯人は誰だ？」のために書いたシナリオと小説「奇妙な事件」が「宝石」に掲載。雑誌「探偵実話」掲載の連作「怪盗七面相」の一話を担当。この年には雑誌「宝石」、「探偵クラブ」（後、探偵倶楽部）、「探偵実話」などの当時の主要探偵雑誌に作品が掲載されるようになる。また、関西探偵作家クラブで神戸新聞などの犯人当て小説の企画連載に作品を提供していく。この年の「探偵作家クラブ会報」6月号にて「香住春作氏はこのたび香住春吾と名前を改められた由」という記述からも確認できるように、この頃より「香住春吾」に名義に変更した。改名した理由としてアナウンサーの作者紹介の際に「脚本は香住春作作（かすみしゅんさくさく）......」となりリスナーが聞き取りにくくなるのを避けるためという話が「紅鱒館の惨劇」双葉社(81・12)の「解説」で紹介されている。
1951年末の「探偵作家クラブ会報」にて香住春吾自身が「失業してウロウロしてる内に、民間放送が始まったので、その世界へ飛び込んでしまいました」と書いており、この頃から放送作家として活動していた。
香住春吾の放送作家としての初期の作品としては、横山エンタツの「エンタツちょび髭漫遊記」（NHK、1952年 - 1953年）、「エンタツの名探偵」（NHK、1953年 - 1954年）、中田ダイマル・ラケットの「ダイラケのびっくり捕物帖」（大阪テレビ放送→朝日放送テレビ、1957年 - 1960年）などが知られており、いずれの作品も漫画化されている。
放送作家としての仕事が増えていくにつれ小説創作は減るが、1953年、「古い手紙」、（探偵作家クラブ「探偵小説年鑑1954年版」に収録）、1954年、「蔵を開く」（1955年、第8回日本探偵作家クラブ賞候補作。日本探偵作家クラブの「探偵小説年鑑1955年版」に収録）、1955年、「米を盗む」、「間貫子の死」を発表し、「鯉幟」（1956年、第9回日本探偵作家クラブ賞候補作。日本探偵作家クラブ「探偵小説年鑑1956年版」に収録）などのユーモア・ミステリーも生まれた。この間の1952年には、関西探偵作家クラブ会報「KTSC」誌上で起こった、大坪砂男と覆面子「魔童子」との論争（魔童子論争）に、高木彬光と山田風太郎の書いた「魔童子」の文章を関西弁に翻訳するなどの形で関与した。
1956年、「新関西」に発表した「刀」を書いた後、推理小説家としては、しばらく活動を休止する（放送作家としての活動は継続）。
1958年、香住春吾がNHKの連続ドラマとして書いた「四つの窓」を原作とした映画「手錠」（大映）が作られる。他にも「化け猫御用だ」（大映、1958年）「消えた小判屋敷」（大映、1958年）、「お笑い夫婦読本」（東宝、1958年）等、この時期に香住春吾の作品を原作とした映画が複数、作られている。
1971年、朝日新聞大阪版に連載したエッセイ『団地の整理学』（中央公論社）を刊行。これが初の著書となる。内容は、香住春吾の17年間にわたる団地生活から編み出した部屋の片付け方法を２８項目にわたって解説した書籍である。文中には香住春吾が住んでいた部屋の写真や、香住家の見取り図も掲載されている。
1975年、雑誌「幻影城」に中編「吾助の帰宅」を発表、同じく「幻影城」で「大阪府警西萩署」シリーズを断続的に発表した。さらに「カッパまがじん」へと発表の場を広げるが、1977年、「哀しき死神」を最後に小説家としての活動は休止。以後、放送作家としての仕事を晩年まで続けた。
1993年、大阪市内で死去。
香住春吾を曾祖叔父（そうそしゅくふ）とする花野純子（はなのじゅんこ（映画監督・脚本家・演出家・女優））が、香住春吾の著作権継承者である。花野純子は、自身が主催する団体「花野組福岡」を窓口として、香住春吾の作品の保存・収集や、作品を紹介して広める活動を行っている。

## その他
- 推理作家・芦辺拓の『帝都探偵大戦』（東京創元社、2018年）に、香住春吾の「ダイラケのびっくり捕物帖」などのキャラクターが登場している[2]。
- 2019年9月21日（土）、福岡県北九州市門司港にある施設「関門海峡ミュージアム」のリニューアルオープンイベントの中で、花野純子の主演・演出によって香住春吾の短編「近眼綺談」が朗読活劇として「旧大連航路上屋」で上演された。